# Casa-fàbrica Ausich
La casa-fàbrica Ausich és un edifici situat al carrer de Sant Pere Més Baix, 56 de Barcelona. Com que no està catalogat, li correspon la categoria D (bé d'interès documental), atorgada per defecte a tots els edificis del districte de Ciutat Vella.

## Història
El 1738, el mestre de cases Salvador Ausich i Font va adquirir en emfiteusi als cònjuges Francesc Galceran i Paula Llavallol una casa al carrer de Sant Pere Més Baix. El 1758 va demanar llicència per a obrir-hi quatre balcons, i novament el 1759 per a dos més. Va morir el 1761, deixant com a hereva la seva vídua Francesca Mir, en fideïcomís al seu únic fill Josep Ausich i Mir (†1806), també mestre de cases, que aquell mateix any s'havia casat amb Rosa Gurena i Bonaplata, filla d'un artesà tèxtil.

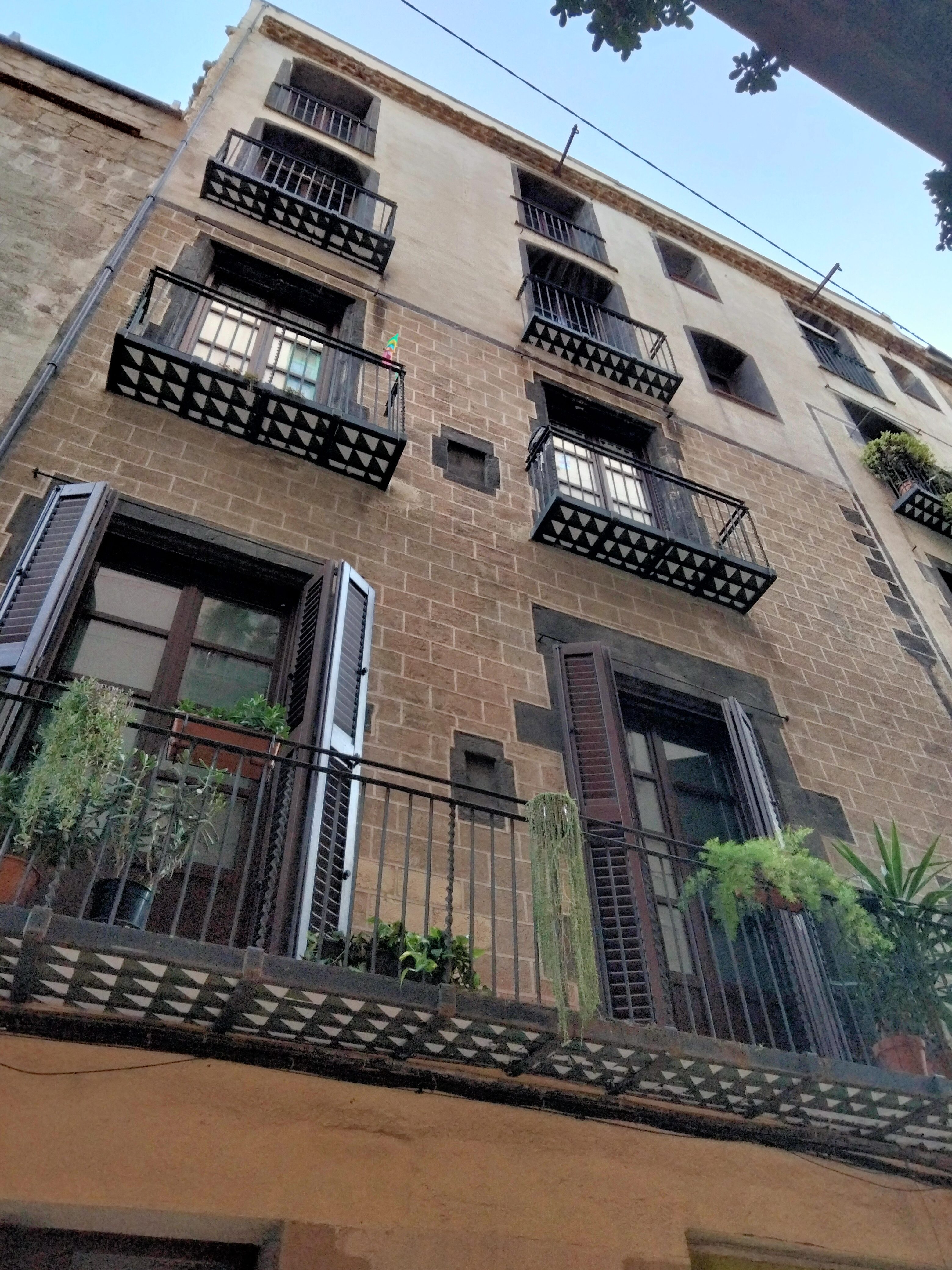
Detall de la banda esquerra de la façana

El 1783, Josep Ausich adquirí una casa contigua amb hort a la vídua i fill de Josep de Vallparda, oficial major de la Comptadoria Principal de l'Exèrcit i Principat de Catalunya, que al seu torn l'havia adquirit el 1753 al blanquer Josep Partegàs. El 1789, demanà permís per a remuntar-hi un pis i reformar la façana del conjunt, i el 1793, la seva mare Francesca (†1795) ho va fer per a reparar la llinda de fusta de la porta principal. El 1825, i per a pagar diverses llegítimes, el seu primogènit Salvador Ausich i Gurena, també mestre de cases, i la vídua Rosa van vendre la propietat al comerciant Francesc Nubiola.
Posteriorment, va passar a mans del fabricant de teixits de cotó Josep Farell, que a la dècada del 1840 hi tenia la seva indústria. El 1857 hi havia la fàbrica de cordills de Viñas i Cia, i el 1863, la de mocadors i altres articles de Bernat Torres, així com el dipòsit de gèneres de la fàbrica de teixits de llana d'Antoni Serret i Palau a Sabadell.
A finals del segle xix pertanyia a l'advocat Odó Martí i Grau (†1900), president de l'Associació Reforma de Barcelona, que reunia els propietaris dels edificis afectats per l'obertura de la Via Laietana, amb seu al mateix edifici.
El 2007, en el transcurs de les obres de rehabilitació de la finca per la cooperativa d'habitatges Por Font segons el projecte de l'arquitecte Àlex Martín Badosa, s'hi va efectuar una intervenció arqueològica.

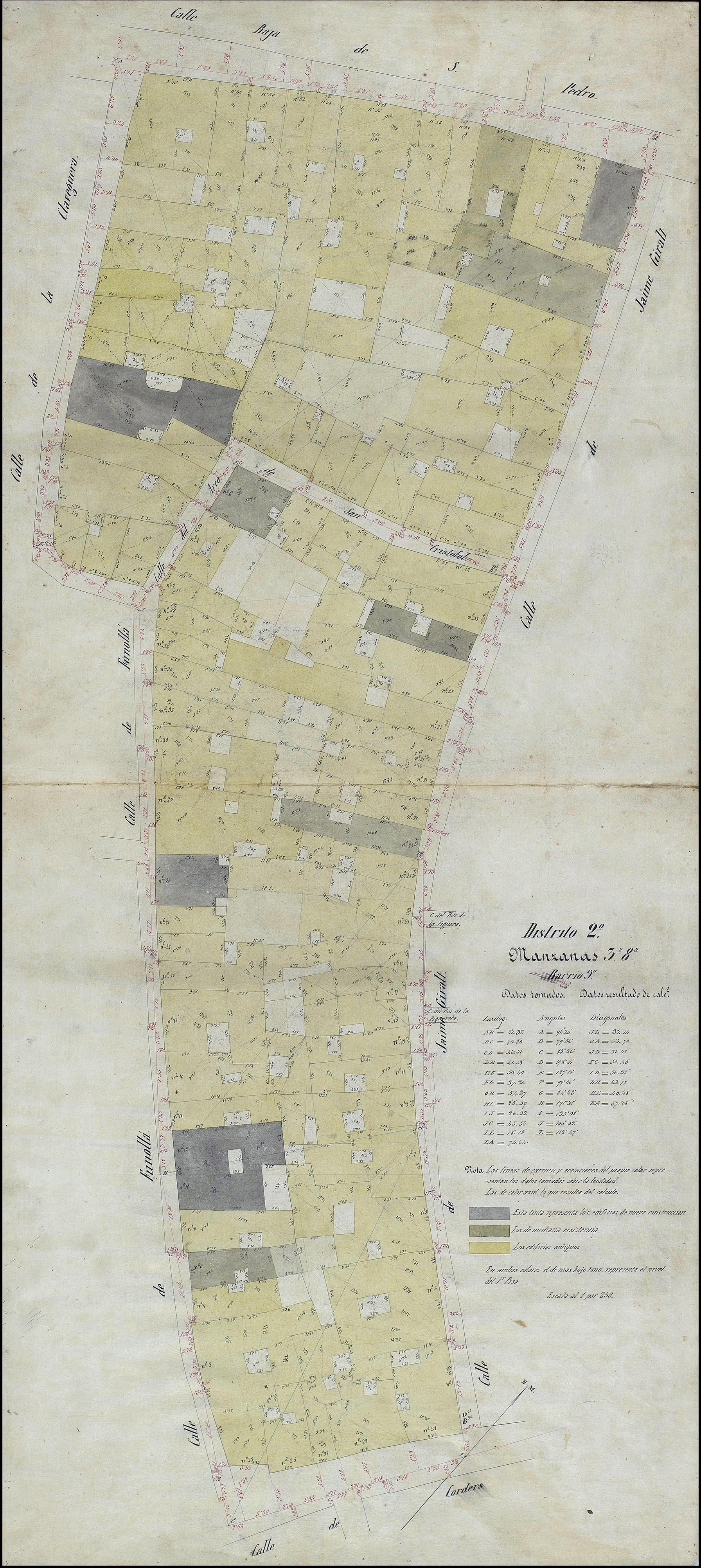
Quarteró núm. 39 de Garriga i Roca (c. 1860)